# Akpassi
Akpassi ist eine Stadt und ein Arrondissement im Departement Collines im westafrikanischen Staat Benin. Es ist eine Verwaltungseinheit, die der Gerichtsbarkeit der Kommune Bantè untersteht.

## Demografie und Verwaltung
Gemäß der Volkszählung 2013 des beninischen Statistikamtes INSAE hatte das Arrondissement 12.967 Einwohner, davon waren 6407 männlich und 6560 weiblich.
Von den 49 Dörfern und Quartieren der Kommune Bantè entfallen vier auf Akpassi: Banon, Illagbo, Illaré und Okoto.